# 平海古城

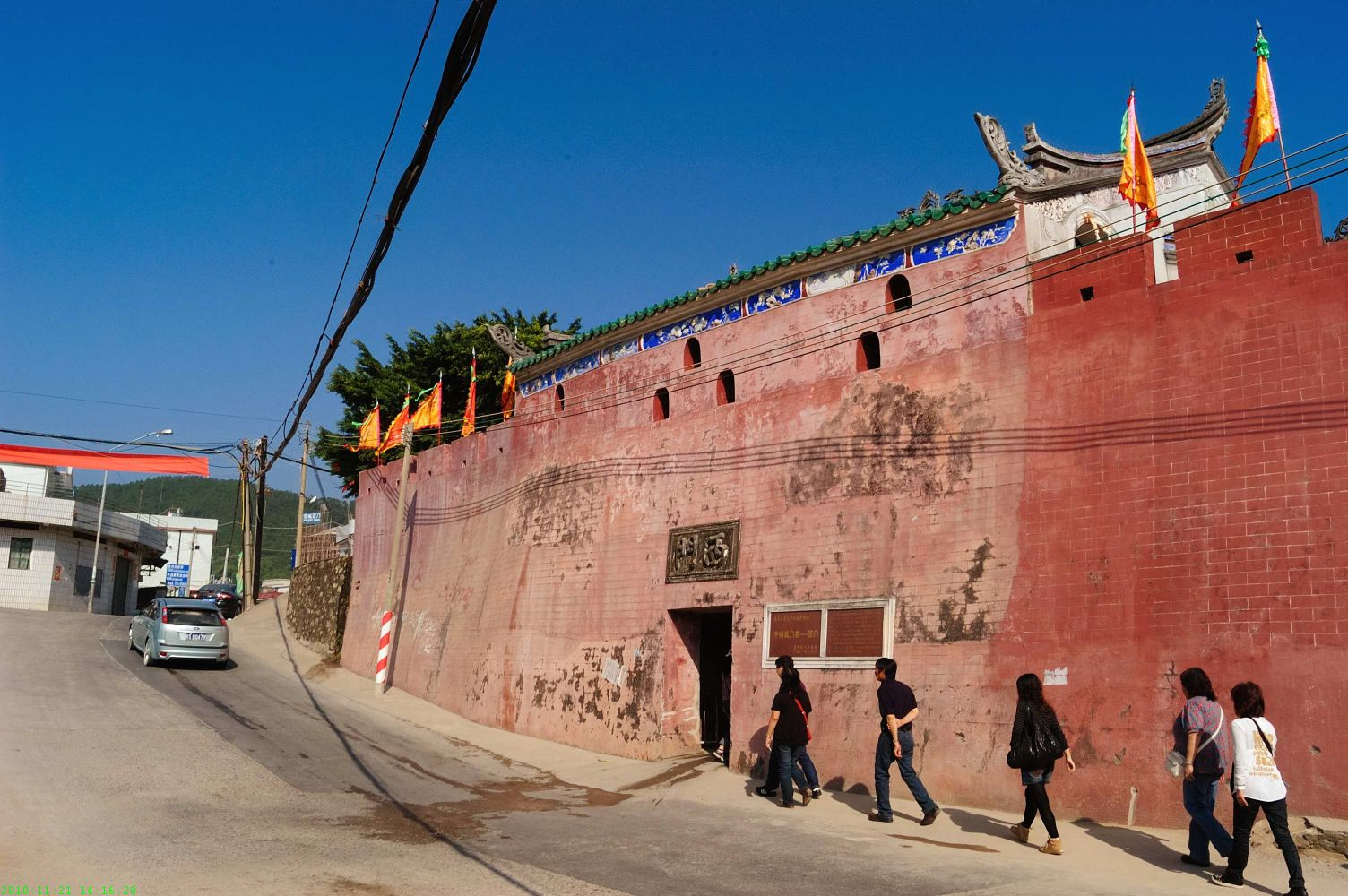
平海古城西門

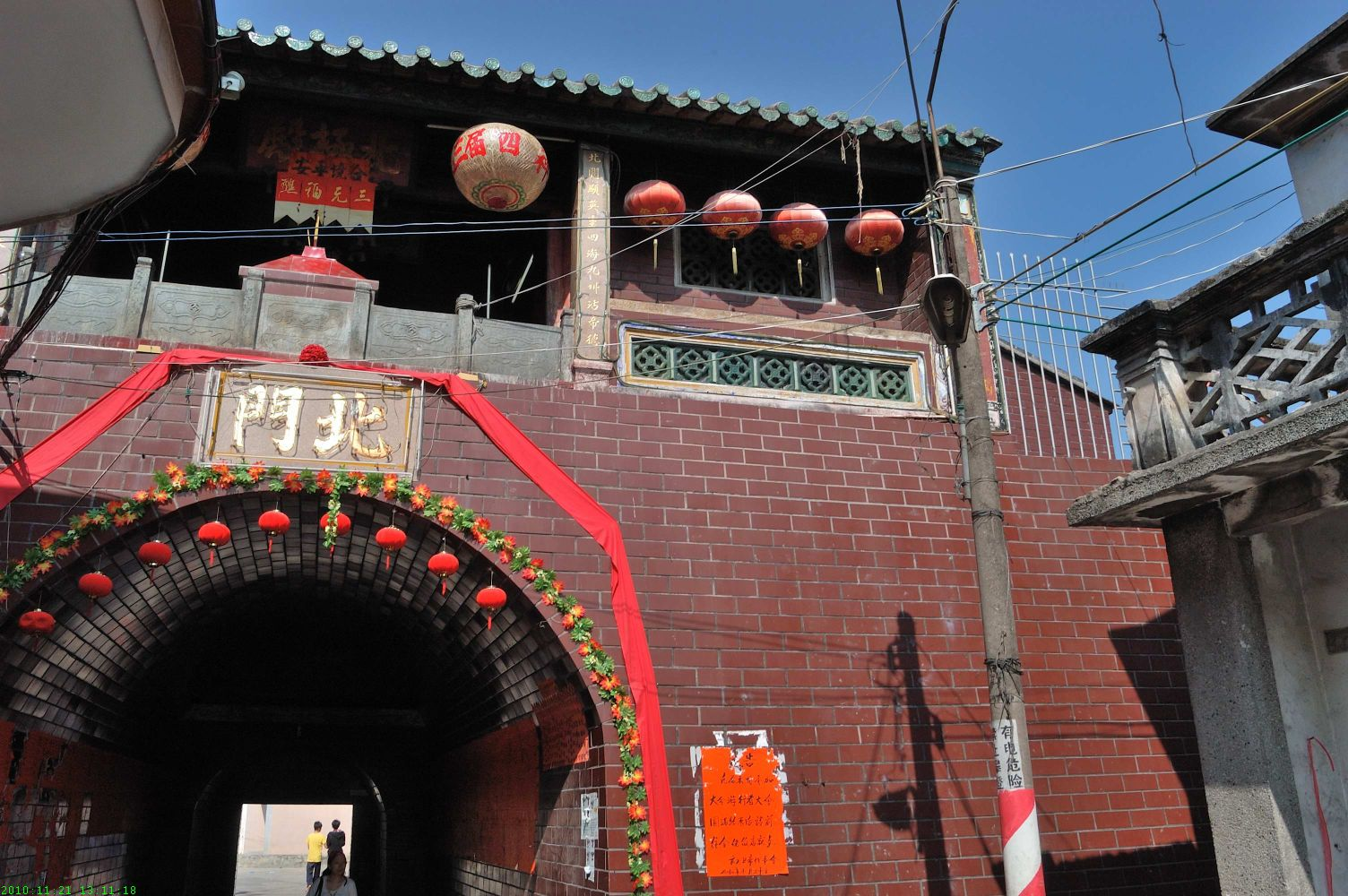
平海古城北門

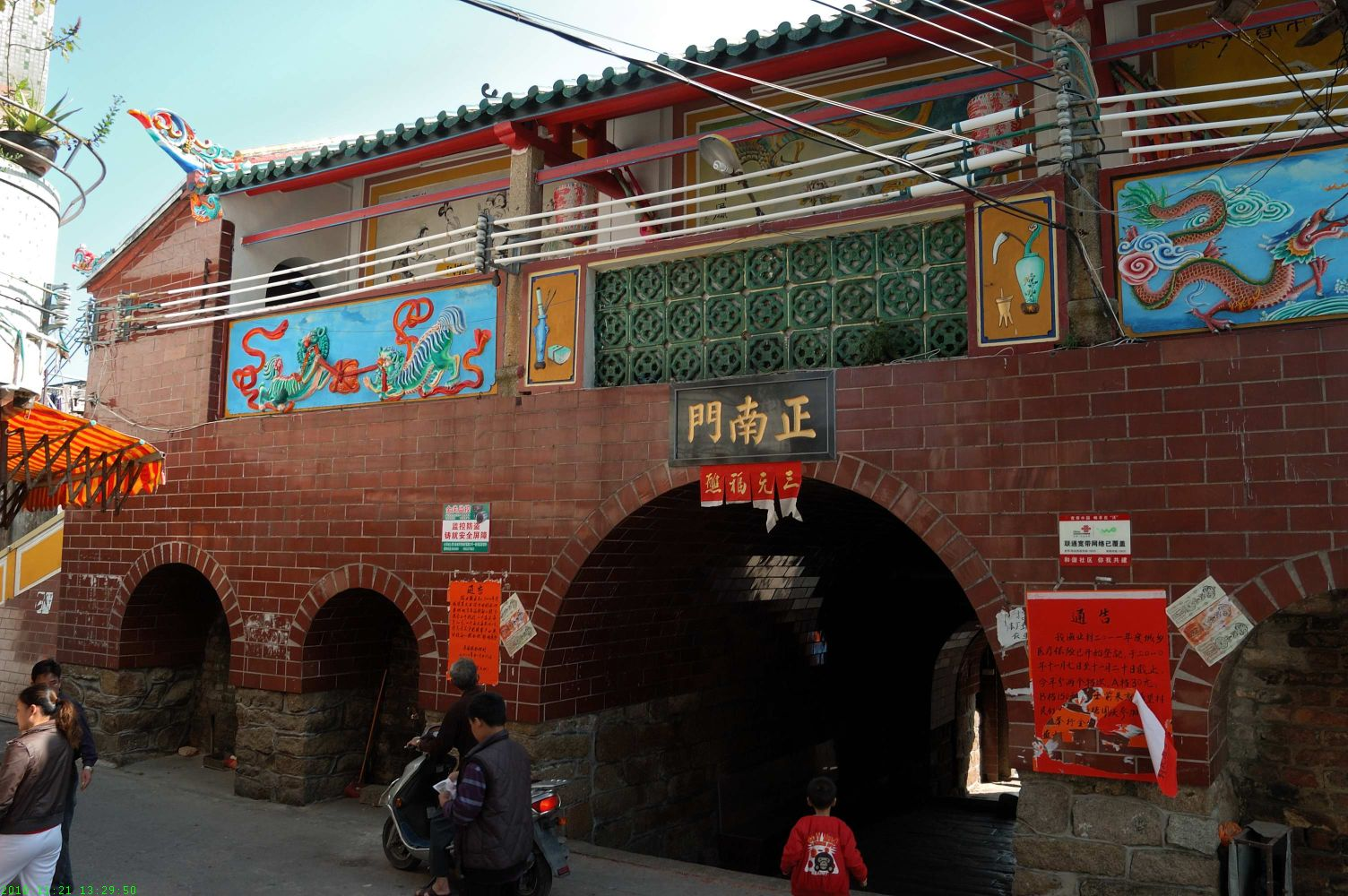
平海古城正南門

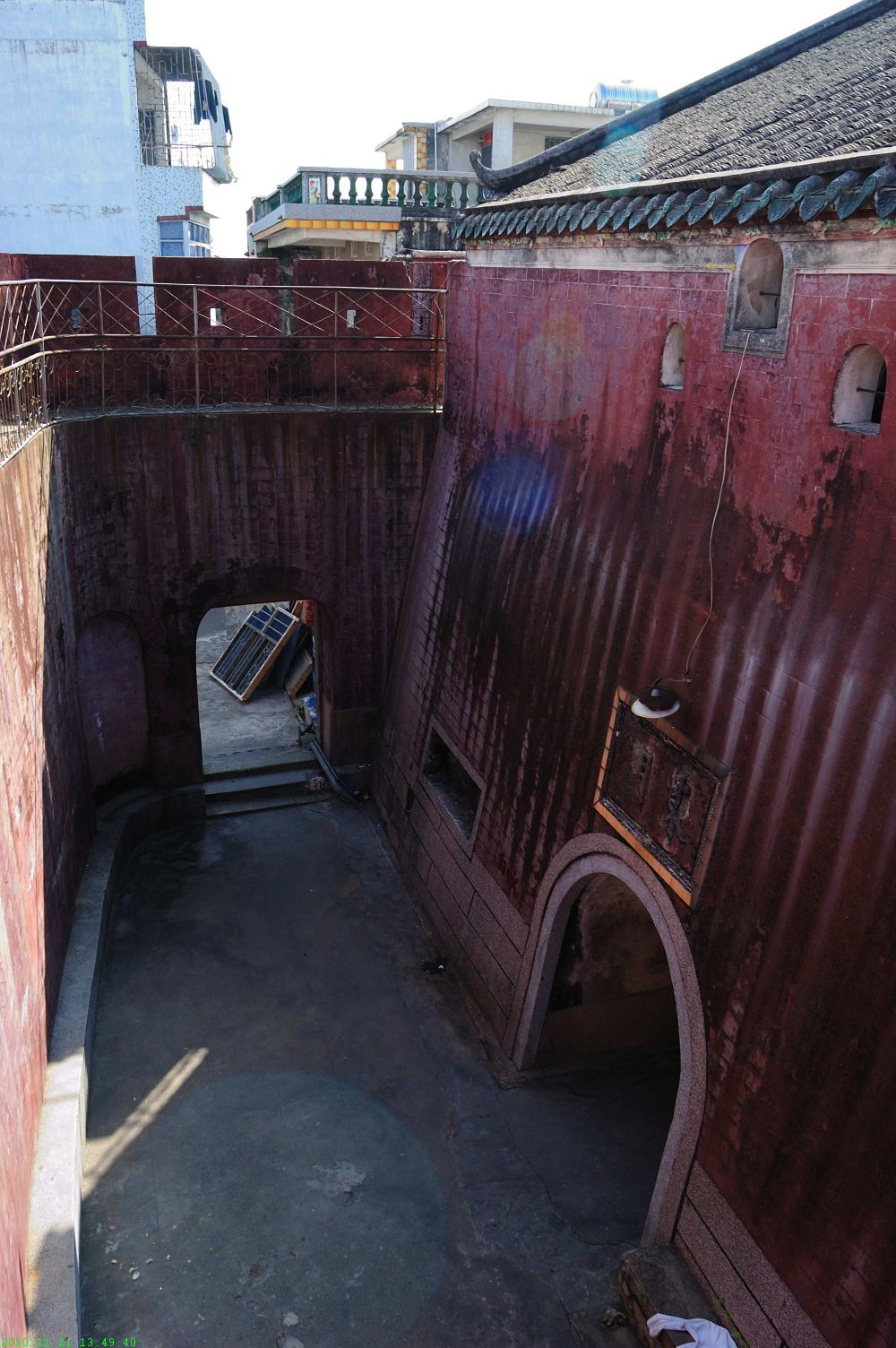
平海古城東門

平海古城，位於中国广东省惠東縣平海镇（稔平半島東南部），建於明朝洪武十八年(1385年)，由於形狀像燕尾古鐘，又稱為鐘城。1992年2月成為廣東省歷史文化名城。據紀載，明太祖朱元璋為鞏固政權，命花都司督建平海城，以御盜寇。至今，平海古城仍完整地保留四座城門樓，部份城牆，完整的十字古街，大部份古民居以及一批古寺廟，古文化遺址和大量的歷史文物，傳統民間藝術。

## 方言
平海軍聲是在平海流通的主要方言，是官话融合粵語，客家話，潮汕話的混合體，由古時各地召來的軍人及商人的方言,与本地方言互相融合而成。

## 古城門樓
西門，門厚14米，高2.4米，寬2.5米，城樓長16.8米，寬10.6米，占地178平方米，總高7.1米。現在城門樓上供奉著晏公爺，華光爺，關公，上帝公的神像。

## 外部連結
- 平海古城 （页面存档备份，存于）